# Ignacy Abdul Masih II
Ignacy Abdul Masih II (ur. 17 stycznia 1854, zm. 30 sierpnia 1915) – duchowny monofizyckiego kościoła jakobickiego, w latach 1895–1905 roku syryjsko-prawosławny patriarcha Antiochii. 
W 1905 roku został usunięty z urzędu patriarszego przez synod, jednak w 1912 roku nadał autokefalię Kościołowi Malankarskiemu w Indiach. Doprowadziło to do konfliktu z urzędującym patriarchą Ignacym Abdullahem II i spowodowało trwający do dziś rozłam pomiędzy Malankarczykami, a wiernymi Kościoła syryjskiego w Indiach lojalnego wobec patriarchy Antiochii.
Ignacy Abdul Masih II zmarł 30 sierpnia 1915, a pochowany został w klasztorze Kurkmo, tradycyjnym miejscu spoczynku patriarchów syryjskich. Prawdopodobnie przed śmiercią przeszedł na katolicyzm.